# Angelica taiwaniana
Angelica taiwaniana är en flockblommig växtart som beskrevs av Shao Shun Ying. Angelica taiwaniana ingår i släktet kvannar, och familjen flockblommiga växter. Inga underarter finns listade i Catalogue of Life.